# Orchestre de Picardie
L'Orchestre de Picardie est un orchestre symphonique français.

## Historique
L'orchestre symphonique d'Amiens est créé en 1933 et disparait en 1964. Il renaît en 1985, après la réforme du conservatoire d'Amiens qui devient conservatoire national de la Région Picardie, sous le nom de Sinfonietta-Orchestre régional de Picardie, puis en 1995, d'Orchestre de Picardie. Louis Langrée de 1993 à 1998 et Edmon Colomer en ont été les directeurs musicaux emblématiques. Par arrêté du 15 juin 2018 du ministre de la culture, le label "Orchestre national en région" est attribué à l'orchestre.
Le Sinfonietta, "ancêtre" de l'orchestre de Picardie, était lui-même une évolution de "Pupitre 14", ensemble de solistes créé à la Maison de la Culture d'Amiens dans les années 70 et dirigé par le pianiste Edmond Rosenfeld, sans aucun lien ni aucune filiation avec le Conservatoire d'Amiens.

## Activité
Sa mission de service public l'amène à donner, sur ses cent concerts annuels, plus de 80 concerts en Picardie ainsi que quelque 70 actions hors concerts et d'innovantes actions de sensibilisation et d'aménagement du territoire comme les résidences dans un territoire, un pays ou une ville de Picardie.
À partir de 1999, sous l'impulsion d’Edmon Colomer, la politique discographique de l'Orchestre de Picardie s’est affirmée : 
- « 1918, l'Homme qui titubait dans la guerre », oratorio d’Isabelle Aboulker (1999) ;
- le « Concerto pour orgue » de Poulenc avec André Isoir (2000) ;
- un disque consacré à Gabriel Fauré avec le pianiste Emmanuel Strosser (2001) ;
- les « Variaciones Concertantes » et le « Concerto pour harpe » d'Alberto Ginastera avec Marie-Pierre Langlamet (2002) ;
- les œuvres de Ricardo Nillni créées pendant sa résidence (2003) ;
- « Gargantua » de Mario Lavista et la « Danse des Morts » de Honegger (2004) ;
- « Trouble in Tahiti », de Leonard Bernstein ainsi que « Quiet City » d'Aaron Copland avec le trompettiste David Guerrier, qui lui valut un Orphée d’Or (2006) ;
- la « Serenade » de Bernstein et le « Concerto pour violon » de Weillet (2007) avec Régis Pasquier ;
- « Concertos pour piano 1 et 2 » de Saint-Saëns sous la direction de Pascal Verrot avec Abdel Rahman El Bacha.

Depuis la réouverture de l'Opéra de Lille en 2004, l'Orchestre de Picardie participe à de nombreuses productions.

## Direction musicale
Depuis 2022, Johanna Malangré est la nouvelle directrice musicale de l'Orchestre de Picardie. Elle est diplômée de la classe de direction de Johannes Schläfli à Zurich. Ses professeurs et mentors incluent Bernard Haitink, Paavo Järvi, Nicolas Pasquet et Reinhard Goebel. Elle a été cheffe d'orchestre à l'Académie du Festival de Lucerne et cheffe assistante au Bergische Symphoniker et à l'Orchestre de chambre de Cologne. En 2019, elle a remporté le premier prix du concours MAWOMA, premier concours international de jeunes cheffes d'orchestre, à Vienne en Autriche.
Elle est également cheffe assistante de l'Orchestre contemporain du Festival de Lucerne. Elle a travaillé avec la Meininger Hofkapelle, l'Orchestre symphonique de Munich, l'Orchestre de l'Opéra royal de Versailles, l'Orchestre du Staatstheater Cottbus, l'Orchestre Lamoureux, l'Orchestre National de Bretagne, l'Orchestre philharmonique de Kiel et l'Orchestre de chambre de Vienne.
Depuis 2019, elle est directrice musicale du Festival Hidalgo pour la jeune musique classique à Munich. L'Orchestre du Festival Hidalgo, qu'elle a fondé, est composé de membres et d'universitaires des principaux orchestres de Munich, dont l'Orchestre d'État de Bavière, l'Orchestre philharmonique de Munich et l'Orchestre symphonique de la radio bavaroise,,.